# Grand-Théâtre de Verviers
 (septembre 2019).

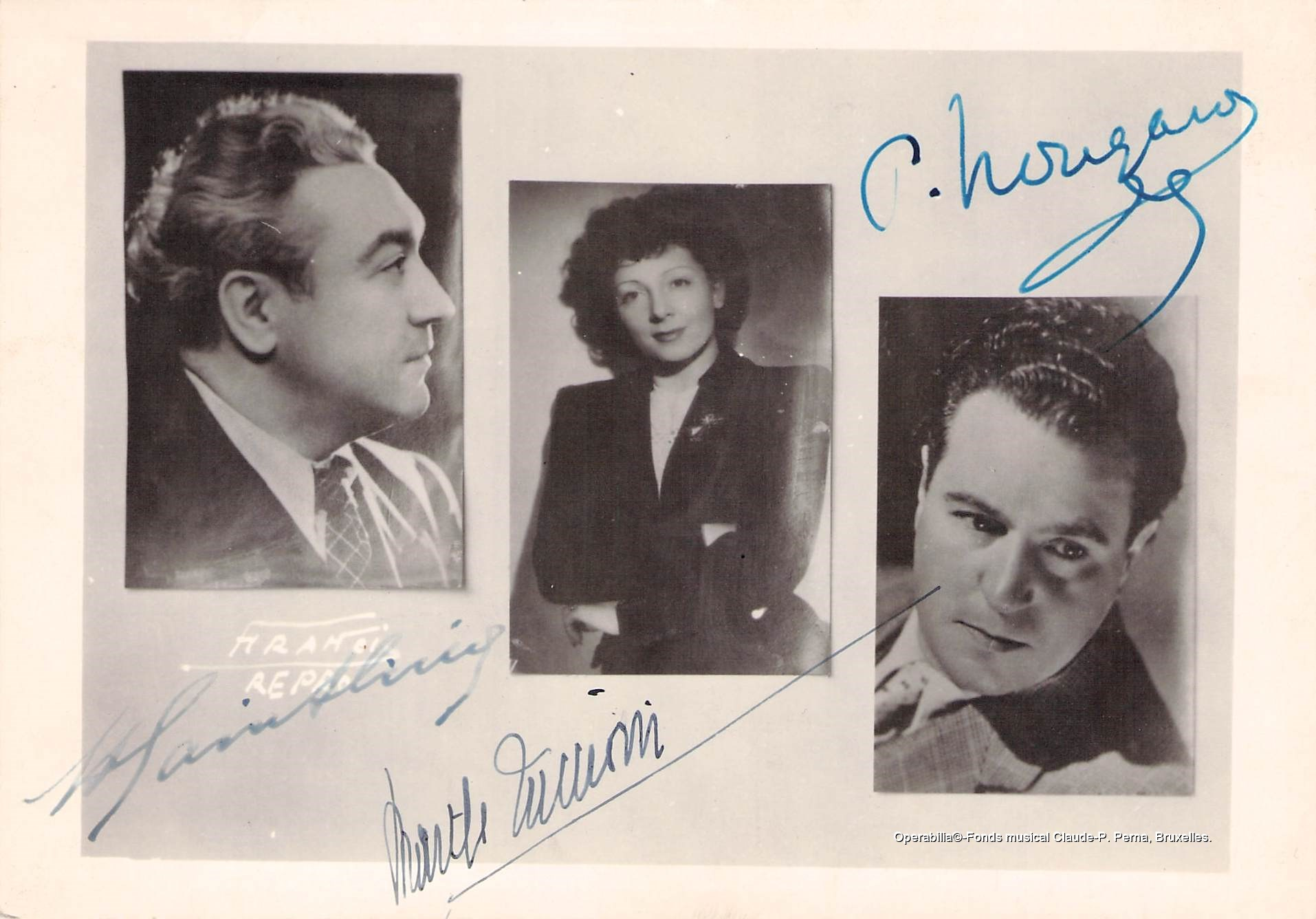
Henri Saint-Cricq (Othello), Marthe Luccioni (Desdémone) et Pierre Nougaro (Iago) pour la reprise d'Othello en 1946. Fonds Musical C.-P. Perna, Bruxelles.

Le Grand-Théâtre de Verviers est un théâtre à l'italienne de style Louis XIV situé sur le terrain dit du « Chic-Chac » à Verviers en Belgique qui est ouvert au public en 1892. Centre d’une activité lyrique et culturelle florissante pendant trois quarts de siècle, la programmation et la variété d’activité du théâtre ont décru jusqu’à finalement s’interrompre totalement en 2015. 
Le Grand-Théâtre a, vers la fin du XXe siècle, progressivement ouvert son activité aux autres disciplines du monde du spectacle. 
Il est aujourd’hui fermé, le bâtiment n’étant plus en assez bon état pour être sécurisant, mais un projet de rénovation est en cours. 

## Histoire générale du Grand-Théâtre

### Fondation et inauguration
En 1874, le projet d’un nouveau théâtre reprenant les fonctions de la « Bonbonnière », ancien théâtre de la ville construit en 1820 sur la place Verte, commence à être évoqué au conseil communal. Si la Bonbonnière est, en effet, jugée de plus en plus insalubre et dangereuse en termes d’infrastructure, il faudra cependant attendre plus de dix ans et les incendies de plusieurs bâtiments en Europe tels que les opéras de Vienne, Nice et l’Opéra-comique pour alerter les conseillers et accélérer le projet. La construction sera finalement autorisée sur le terrain dit du « Chic-Chac », appartenant à l’état. L’architecte qui remportera l’appel à projets en 1888, Charles Thirion, conçoit un bâtiment de 1 620 m2 pouvant accueillir jusque 1 300 spectateurs. Celui-ci sera - et c’est tout à fait exceptionnel à l’époque - un bâtiment entièrement électrifié. 
Il s’agit d’un Théâtre à l’Italienne, comparable au théâtre de La Monnaie de Bruxelles.
La grande soirée d’inauguration aura lieu le 29 septembre 1892 et verra la participation d’Eugène Ysaÿe. Cette inauguration est également coordonnée par la Société Royale de Chant, chorale verviétoise. 
Le spectacle est dirigé par Alfonse Voncken et l’on y jouera, notamment, des œuvres de Henri Vieuxtemps et Jules Massenet.

### Activité régulière et première Guerre Mondiale
Après de premières difficultés liées à des finances rapidement instables, le théâtre trouvera un envol durant deux décennies, marqué par la régularité des performances et la fidélité du public. L’activité du théâtre sera clôturée durant la guerre de 1914-1918 qui paralysera la plupart des institutions culturelles belges.
Durant cette période, les bâtiments du Grand-Théâtre seront, notamment, utilisés comme centre de ravitaillement de la population.

### Instabilité financière et seconde Guerre Mondiale
Il s’agit, en 1919, de réformer une partie des traditions du Grand-Théâtre pour renouveler l'institution au sortir de la première Guerre Mondiale. C’est sur base d’inévitables coupes budgétaires que le théâtre s’affaire à nouveau : bien que rencontrant le succès, l’institution ne cesse de connaître des situations financières délicates et est, en 1935, sur la corde raide, victime d’une situation à plus large échelle touchant de façon générale le monde théâtral et lié à la Grande Dépression. 
Les conditions de vie des musiciens les pousseront à s’organiser en un syndicat qui prendra les rênes financières de l’institution de 1935 à 1937 et la survie du théâtre se stabilise jusqu’en 1940 où une seconde fermeture est entrainée par la Guerre.

### Réformes et modification de la zone d'activité culturelle
Durant les années 1960 et 70, l’amenuisement des subsides accordés au Grand-Théâtre s’aggrave, tandis que, dans le même temps, les fonds de l’Opéra de Wallonie de Liège lui permettent de produire des spectacles bien plus importants et ambitieux. Suivant cette logique, en 1974, la régionalisation des théâtres de Wallonie entraine la dissolution d’instances telles que l’ASBL Opéra de Wallonie ainsi que "l’Opérette de Wallonie". Pour les remplacer, l’ASBL Centre lyrique de Wallonie, dirigée par Raymond Rossius est créée et prend en charge la gestion du Grand-Théâtre de Verviers. Ce dernier devient alors principalement un lieu d’accueil pour les productions de la troupe de l’Opéra de Liège.
Se transformant, au fur et à mesure des années 1970 et 80, en lieu de théâtre et de spectacles dans le sens large du terme, le Grand-Théâtre perdra, en 1983, la subsidiation de son bâtiment, sur base d’une décision ministérielle. En 1984, bien que l’on annonce que le théâtre repasse sous tutelle communale, c’est encore Raymond Rossius qui reprend, de façon effective, la programmation. La diminution progressive des aides financières accordées au Grand-théâtre n’autorise que la production de quatre opéras sur la saison entière. En 1986, le théâtre est exclu de la gestion de l’ASBL Centre Lyrique de Wallonie et laissé aux mains du conseil communal. Jusqu’en 1988, un budget lui est alloué par la Communauté Française tandis que la ligne artistique du théâtre se diversifie davantage vers la variété. C’est en 1990 que l’on décide de fusionner l’institution avec le centre Culturel de la ville de Verviers.

### Fermeture
En juillet 2015, un morceau de moulure en plâtre s’effondre sans faire de blessés. Cela vient confirmer l’insalubrité croissante des lieux et cela entraine une fermeture à effet immédiat du théâtre et la délocalisation de ses activités. Une réouverture est toutefois en projet.
Le bâtiment sera classé en 2016 au rang de « Patrimoine Exceptionnel de Wallonie » ce qui permet d’augmenter le budget de sa future rénovation.

## Architecture
De style néo-classique, l’extérieur du Grand Théâtre est un rectangle de 1650 m². Sa façade principale présente un péristyle-terrasse monumental.

### Le hall d’entrée
Le hall présente un vaste escalier d’honneur en marbre grège, précédé de deux escaliers latéraux en fer à cheval. On y voit également des colonnes néo-corinthiennes et des balustrades. Dans les niches jouxtant les escaliers latéraux se trouvent les bustes d’Henri Vieuxtemps et de Roberto Benzi, pianiste prodige qui deviendra chef d’orchestre. La présence d’une effigie de ce dernier tient plus du vedettariat car elle évoque un événement de 1949 auquel est attaché le public Verviétois et à l’occasion duquel la performance du jeune Benzi avait provoqué un début d’émeute.

### La salle
Le Grand-Théâtre de Verviers est dit « théâtre à l’italienne » et est de style Louis XIV. On y trouve des draperies et des guirlandes blanc et or, des balcons et des loges, un plafond où sont représentées des scènes de mythologie (peintes par le Liégeois Emile Berchmans). Le velours des fauteuils est rouge par opposition au velours bleu du théâtre de La Bonbonnière. Il y a 300 ampoules électriques. Le théâtre de 1892 pouvait accueillir 1 350 personnes mais ce nombre sera réduit au début du XXIe siècle. Le plan intérieur est comparable à celui du Théâtre de la Monnaie à Bruxelles, l’Opéra de Paris ou encore la Scala de Milan.
La salle présente une élévation sur 5 niveaux :
- le parterre/parquet (dont les fauteuils d’orchestre) ceinturé de baignoires (338 places),
- un balcon doublé de loges (dont la loge royale au centre) (169 places),
- un second balcon (121 places)
- un amphithéâtre (126 places)
- un pigeonnier (81 places)
- 6 loges d’avant-scène.

En tout 835 places encore utilisées aujourd’hui.
La verrière était jadis transparente et permettait d’éclairer à la lumière du jour. Ce théâtre étant une initiative publique, la scène du Grand-Théâtre fut honorée des initiales S.P.Q.V. (le sénat et le peuple de Verviers), évoquant l’arc de Triomphe de Trajan à Rome. Les autorités faisaient graver cette phrase lorsqu’ils mettaient un bien à la disposition du peuple. SPQR est devenu SPQV, pour le V de Verviers.
On remarquera aussi les noms de Wagner, Grétry, Gounod, Auber, Meyerbeer et Rossini sous la coupole.
Vers la fin du XIXe siècle, les classes sociales ne se mélangent pas. La bourgeoisie entrait par le parvis. Seule la haute bourgeoisie avait accès au hall d’entrée ainsi qu’à l’escalier d’honneur en marbre et aux deux escaliers latéraux en fer à cheval. Même la petite bourgeoisie ne pouvait emprunter le hall d’entrée, un accès de côté leur était réservé mais, contrairement au petit peuple, celui-ci avait un accès visuel sur le parvis, d’où l’on pouvait observer les amateurs plus fortunés. Quant au peuple, lui, il accédait par des escaliers aveugles, jusqu’au Paradis ou Pigeonnier, situé au dernier étage accessible. 
Les différences sociales se ressentent également dans la décoration de la salle. Plus on descend, plus les ornements sont travaillés et plus les sièges sont confortables.
Il faudra attendre 1975 pour que les portes en bois soient remplacées par les actuelles portes en verre, reléguant ainsi au passé les différences de classes sociales.

### Le foyer
Le foyer était primitivement appelé « foyer des loges » car il était réservé aux spectateurs bourgeois qui occupaient le parterre, les loges ou les baignoires. Salle rectangulaire en blanc et or de 152 m², de style Louis XVI. Le plafond est décoré de multiples peintures attribuées à Emile Berchmans (scènes mythologiques, motifs floraux, instruments de musique et armoiries de la ville de Verviers).
Trois portes fenêtres apportaient une vive lumière et la porte centrale ouvrait sur le balcon recouvrant la galerie extérieure. Sur le vitrail d’une de ces portes, on peut lire « Vert et Vieux » rappelant l’origine folklorique du nom Verviers. Le Foyer a encore servi, durant les dernières années d’activité du théâtre, de bar-salon mais aussi de salle polyvalente et accueille les concerts du dimanche matin, des concerts de jazz, des cabarets, conférences, récital de chant ou de poésie dans une ambiance intimiste puisque la capacité y est de 120 places assises.

### La scène
La scène mesure 10 mètres sur 10 et est précédée d’une avant-scène pouvant être prolongée par le recouvrement de la fosse d’orchestre. Elle a une pente de 4 %, il y a donc une différence totale de 40 cm entre le début et le fond de la scène. Pour certains spectacles qui nécessitent un sol parfaitement droit, on est obligé de recouvrir intégralement la scène afin de combler la différence de niveau.
On compte trois rideaux : première le rideau de scène en velours rouge. Ensuite se trouve le rideau de fer qui sert à séparer la salle de la scène en cas d’incendie, et enfin le rideau d’eau pour éteindre celui-ci. Le plafond de la scène est formé de volets qui se dressent en cas d’incendie pour évacuer la fumée. Certains décors mesurant jusqu’à 9 m de haut, il a fallu construire les plafonds à plus de 18 m afin de pouvoir sans encombre les soulever en cas de changement de plateau et permettre ainsi les changements de décor. Autrefois les décors et costumes étaient entreposés dans un bâtiment situé rue du Manège, ravagé par un incendie en 1976 et qui aurait été relié au théâtre par un souterrain. 

## Vie artistique du théâtre

### Directeurs notables et politique directoriale
Le degré d’exigence et la variété demandée par le public rend la tâche du directeur particulière : celui-ci ne peut être en fonction plus de trois saisons d’affilée afin d’assurer le renouvellement régulier des productions et de la politique directoriale.
Les artistes de la troupe étaient, quant à eux, soumis à un ballotage : le public avait le droit de voter pour ou contre leur maintien en poste après leurs trois premiers rôles. Il s’agit là d’un héritage du XIXe siècle qui ne disparaitra totalement qu’après la Première Guerre mondiale et que certains qualifieront de cruel même s’il avait du succès auprès du public local.
Certains des premiers directeurs les plus remarquables sont Lucien Desuiten (1892-1894, premier directeur du Grand-Théâtre) , Jean Burnet (1895-1897), Joseph Bouxmann (1912-1913)… Jean Fassin, honorera, quant à lui, deux mandats : d’abord de 1921 à 1922 puis de 1923 à 1926 mais il restera avant tout dans l’histoire vervietoise comme l’homme qui a su gérer la lourde responsabilité d’organisation des activités lyriques durant la période de fermeture du théâtre de 1914 à 1918. Il s’était appuyé sur la salle verviétoise des Nouveautés pour assurer une forme de transition.
Émile Laurent sauvera le théâtre d’une fin programmée durant les années 30 avec « l’association des musiciens », syndicat d’artistes locaux. Il dirigera le théâtre, d’abord de 1937 à 1940. Après le hiatus de la Seconde Guerre mondiale, il finira par être reconduit jusqu’à sa mort dans un changement radical de politique directoriale du théâtre. Cette longue période s'étendra de 1945 à 1961. Cela est également dû à la réforme du Statut Harmel obligeant les villes qui accueillent un théâtre à en reprendre la gestion financière. L’ensemble crée des besoins différents en matière de continuité financière et directoriale.
En 1968, le conseil communal décide de ne plus accorder de subsides au Grand-Théâtre de Verviers et la situation de l'institution basculera rapidement puisque le grand-théâtre se retrouve sous la direction d’une organisation plus vaste « Le centre lyrique de Wallonie » œuvrant en tant qu’ASBL. Raymond Rossius devient donc, jusqu’en 1992, le directeur des activités du théâtre ainsi que de l’Opéra de Wallonie basé à Liège. De façon effective, cela paralysera progressivement l’activité lyrique Verviétoise pour ramener progressivement l'attention sur la ville de Liège et son Opéra. 
En 1987, sous la direction d’Armand Battel (1987-1990), le théâtre se verra passer sous autorité communale puis en 1990 sera attaché au Centre Culturel Régional.

### Programmation et artistes
Les débuts du Grand-Théâtre s’avèrent assez riches en créations et nouveautés. Mais l’on peut également y voir des œuvres célèbres et d'actualité telles que Lohengrin (Richard Wagner), de Thaïs (Jules Massenet), ainsi que La Bohème et Madame Butterfly (Giacomo Puccini). Le Verviétois Albert Dupuis mettra, quant à lui, en place une collaboration avec le théâtre en faisant jouer pas moins de sept de ses œuvres en premières mondiales. 
Quelques noms intéressants parmi le grand nombre d’artistes employés par le Théâtre durant ses premières décennies d’activité : Emily Mary, Alice Cognault, Dyna Beumer (sopranos), Pauline Charney (Mezzo), Charles Fontaine, Paul Razavet, Alfred Legrand (ténors), Louis Lestelly, José Danse, Louis Vilette (barytons). Des nombreuses autres vedettes de La Monnaie, de l’Opéra ou de l’Opéra-comique passeront également régulièrement par cette scène, au statut grandissant en Europe. 
Il faut également noter l’existence dès 1894, d’une véritable troupe dramatique qui donnait plusieurs représentations par semaine. Certaines productions feront venir des vedettes de l’entre-deux siècles telles que Sarah Bernhardt. Des classiques dans le genre seront programmés au début du XXe siècle tels que Cyrano de Bergerac, l’Arlésienne ou encore Kaatje accueillant même, en 1913, la Comédie Française tout entière pour Le Malade Imaginaire. La guerre viendra ralentir la production théâtrale du Grand-Théâtre.
En 1919, la troupe de Théâtre attachée au Grand-Théâtre est abandonnée en même temps que le principe du ballotage. Cela occasionnera un recours plus fréquent de la direction à des vedettes internationales en représentation. L’exemple le plus éminent étant Louis Morrisson qui se distinguera aux yeux des critiques et du public de par la qualité de ses récitals en 1925. Malgré les nouvelles œuvres d’Albert Dupuis, le public se désintéresse petit à petit des grandes créations qui avaient fait le succès du Théâtre avant la première guerre mondiale. La création d’opérette connaîtra cependant une période de succès grâce, notamment, à Betty l’Américaine de Crispy et Bontbanc, au Pays du Sourire et au Tzarevitch de Franz Lehár.
C’est justement, en 1935, l’opérette qui deviendra le cœur de l’activité principale tandis que des problèmes financiers imposent à la direction de délaisser la troupe d’Opéra. La deuxième guerre mondiale ayant irrémédiablement ralenti les activités du théâtre, et ce malgré le collège rexiste qui tente de la relancer, c’est sous le directeur Emile Laurent que la pratique du grand Opéra reprend avec Othello en 1946 (Marthe Luccioni, Henri Saint-Cricq et Pierre Nougaro en seront les vedettes). L'activité se poursuivra ainsi durant la vingtaine d'années à venir, les budgets s'amenuisant, rendant de plus en plus rares les productions d'envergure.
Les artistes recevront des « bénéfices » directement du public sous forme de cadeaux et d’événements honorifiques jusqu’en 1974, époque où la tradition est à son tour abandonnée, à l'instar du ballotage. 
Malgré une persistance du genre de l’opérette, la vie lyrique s’essoufflera à Verviers au fur et à mesure des années, se limitant progressivement à quelques opérettes de Claude Quinet et à l’utilisation de la salle par les artistes de l’Opéra Royal de Wallonie dans le domaine exclusif de l’opérette. Le théâtre, bien que n’étant plus du ressort d’aucune troupe locale, trouvera encore quelques années fructueuses grâce aux tournées du théâtre National, aux revues mais surtout à l’extension française active durant les années soixante qui verra défiler les plus célèbres comédiens français de leur génération. 
Des artistes de variété, de music-hall ou de chanson Française s’y produiront également davantage bien que la primauté du genre ne revienne, à Verviers, au Coliseum. Les humoristes se généraliseront, avec notamment l’attachement des Frères Taloches au lieu jusqu’à sa fermeture en 2015.

### Concours
À Verviers s’organisent, après la première Guerre Mondiale, deux concours réguliers dans le domaine du Violon, et ce en hommage à la grande tradition historique de violonistes virtuoses de la région (Henri Vieuxtemps, Mathieu Crickboom, Edouard Deru, Alphonse Voncken). 
Le concours Deru (1928-), à échelle nationale et le concours Vieuxtemps (1921-) qui est, quant à lui, plus international, se succèdent tous les deux ans puis, à partir de 1966, à intervalles de quatre ans. Ils ont aujourd’hui fusionné et sont toujours d’actualité. Arthur Grumiaux et Mayumi Fujikawa sont deux exemples de lauréats renommés internationalement. On note également l’organisation d’un concours exceptionnel en hommage à Eugène Ysaÿe en 1935.
Il y avait également à Verviers une tradition de concours de chant. Il faudra attendre 1975 pour voir la création d’un « concours international de chant de Verviers » au Grand-Théâtre, sous l’initiative de Raymond Rossius et en co-production avec le théâtre royal de Liège. Avant cela, à Verviers, il existe, hors des murs du grand Théâtre, d’autres concours de chant organisés par Lu Steule Wallonne en 1910 et par l’écho des travailleurs en 1926.

## Projets de réouverture
Un projet estimé à 30 millions d’euros est mis en place depuis fin 2015 par la Fédération Wallonie-Bruxelles et la ville de Verviers. Il implique une réforme architecturale du bâtiment et l’adaptation de la salle à plus de polyvalence afin d’en faire un lieu de captation audiovisuelle pour la télévision régionale.

## Liens utiles
Archives de la ville de Verviers : http://www.verviers.be/administration-communale/services-communaux/archives
Le Grand-Théâtre de Verviers, inscrit au rang de patrimoine exceptionnel : http://www.lavenir.net/cnt/dmf20161006_00892001/le-grand-theatre-officiellement-patrimoine-exceptionnel-de-wallonie
Le Grand-Théâtre de Verviers tire le rideau : http://plus.lesoir.be/2286/article/2015-07-02/le-grand-theatre-de-verviers-tire-le-rideau
Grand Théâtre de Verviers: les autorités se réjouissent de l'avancée du projet : https://www.rtbf.be/info/regions/liege/detail_grand-theatre-de-verviers-les-autorites-se-rejouissent-de-l-ava ncee-du-projet?id=9476885
Connaitre la Wallonie : https://connaitrelawallonie.wallonie.be/fr/grand-theatre-de-verviers